# Burlington (Kentucky)
Burlington település az Amerikai Egyesült Államok Kentucky államában. Boone megyében, melynek megyeszékhelye is. Lakosainak száma 17 318 fő (2020. április 1.).

## Népesség
A település népességének változása:

| 2010 | 15 926 |
| 2020 | 17 318 |